# Братиславский зоопарк

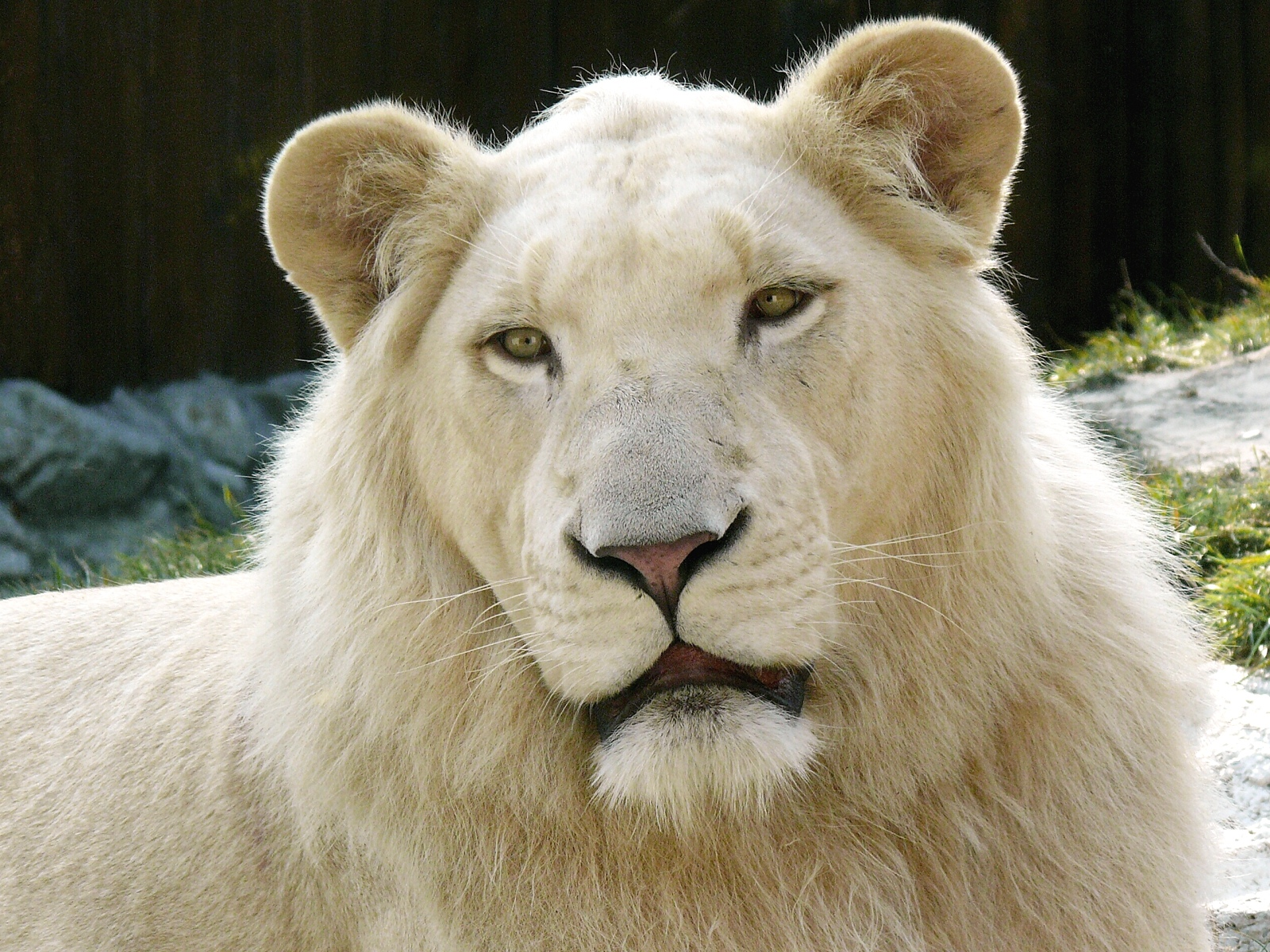
Белый лев из Братиславского зоопарка

Братиславский зоопарк (словац. Zoologická záhrada Bratislava) — зоопарк в районе Братиславы Карлова Вес, расположен в лесу на склонах Малых Карпат.
Первые предложения о создании зоопарка в Братиславе датируются 1948 годом. В качестве мест предлагались Братиславский лесопарк и Млынская долина, которую и выбрали, хотя сперва там планировался парк культуры. Строительство зоопарка началось в 1959 году, а 9 мая 1960 года состоялось официальное открытие. Сначала зоопарк располагался на площади около 9 га, сегодня площадь составляет 96 га, на которой в 2006 году обитали 1396 животных 174 видов. В 2006 году в Братиславском зоопарке побывало 203 тыс. посетителей.